# Fulton County Narrow Gauge Railway
| Dampflok Nr. 1 in West Havanna um 1895 |                           |                                                                          |                                |
| Fahrplan von 1886 mit Begegnungsstelle in Fairview |                           |                                                                          |                                |
| Streckenlänge: | 98 km                     |                                                                          |                                |
| Spurweite: | 914 mm (engl. 3-Fuß-Spur) |                                                                          |                                |
| Maximale Neigung: | 15 ‰                      |                                                                          |                                |
| |                           |                                                                          |                                |
| \| \| mi[1] \| \| \| \| \| 0 \| Galesburg* \| Galesburg* \| \| \| 7 \| Livingston \| Livingston \| \| \| 11 \| DeLong \| DeLong \| \| \| \| Brush Creek* \| \| \| \| 19 \| London Mills \| London Mills \| \| \| \| Spoon River \| \| \| \| 22 \| Oak Mound \| Oak Mound \| \| \| 24 \| Ellisville* \| Ellisville* \| \| \| \| Perryville \| \| \| \| \| Zwei Kohlezechen am Coal Creek \| \| \| \| 30 \| Fairview \| Fairview \| \| \| 33 \| Bybee Joshua Township \| Bybee Joshua Township \| \| \| 35 \| Fiatt \| Fiatt \| \| \| \| Sellers Mine \| \| \| \| \| Putnam \| \| \| \| 38 \| Put Creek \| Put Creek \| \| \| \| 3 Kohlenzechen \| \| \| \| 40 \| Cuba* \| Cuba* \| \| \| 41 \| Kohlenzeche \| Kohlenzeche \| \| \| 44 \| Phillips bei Ida \| Phillips bei Ida \| \| \| \| Sellers Mine \| \| \| \| \| Gleisdreieck der CB&Q \| \| \| \| 50 \| Lewistown* \| Lewistown* \| \| \| 55 \| Sopo \| Sopo \| \| \| \| West Havana \| \| \| \| \| Spoon River \| \| \| \| 61 \| Havana[2][3][4] \| Havana[2][3][4] \| \| \| \| * Wasser gab es in Galesburg, Brush Creek, Ellisville, Cuba u. Lewistown \| \| |                           |                                                                          |                                |
| | mi                        |                                                                          |                                |
| Kopfbahnhof Streckenanfang (Strecke außer Betrieb) | 0                         | Galesburg*                                                               | Galesburg*                     |
| Haltepunkt / Haltestelle (Strecke außer Betrieb) | 7                         | Livingston                                                               | Livingston                     |
| Bahnhof (Strecke außer Betrieb) | 11                        | DeLong                                                                   | DeLong                         |
| Brücke über Wasserlauf (Strecke außer Betrieb) |                           | Brush Creek*                                                             | Brush Creek*                   |
| Bahnhof (Strecke außer Betrieb) | 19                        | London Mills                                                             | London Mills                   |
| Brücke über Wasserlauf (Strecke außer Betrieb) |                           | Spoon River                                                              | Spoon River                    |
| Bahnhof (Strecke außer Betrieb) | 22                        | Oak Mound                                                                | Oak Mound                      |
| Haltepunkt / Haltestelle (Strecke außer Betrieb) | 24                        | Ellisville*                                                              | Ellisville*                    |
| Haltepunkt / Haltestelle (Strecke außer Betrieb) |                           | Perryville                                                               | Perryville                     |
| Abzweig geradeaus und nach links (Strecke außer Betrieb) |                           | Zwei Kohlezechen am Coal Creek                                           | Zwei Kohlezechen am Coal Creek |
| Haltepunkt / Haltestelle (Strecke außer Betrieb) | 30                        | Fairview                                                                 | Fairview                       |
| Haltepunkt / Haltestelle (Strecke außer Betrieb) | 33                        | Bybee Joshua Township                                                    | Bybee Joshua Township          |
| Bahnhof (Strecke außer Betrieb) | 35                        | Fiatt                                                                    | Fiatt                          |
| Abzweig geradeaus und nach links (Strecke außer Betrieb) |                           | Sellers Mine                                                             | Sellers Mine                   |
| Haltepunkt / Haltestelle (Strecke außer Betrieb) |                           | Putnam                                                                   | Putnam                         |
| Brücke über Wasserlauf (Strecke außer Betrieb) | 38                        | Put Creek                                                                | Put Creek                      |
| Abzweig geradeaus und nach links (Strecke außer Betrieb) |                           | 3 Kohlenzechen                                                           | 3 Kohlenzechen                 |
| Bahnhof (Strecke außer Betrieb) | 40                        | Cuba*                                                                    | Cuba*                          |
| Abzweig geradeaus und nach links (Strecke außer Betrieb) | 41                        | Kohlenzeche                                                              | Kohlenzeche                    |
| Haltepunkt / Haltestelle (Strecke außer Betrieb) | 44                        | Phillips bei Ida                                                         | Phillips bei Ida               |
| Abzweig geradeaus und nach links (Strecke außer Betrieb) |                           | Sellers Mine                                                             | Sellers Mine                   |
| Abzweig geradeaus, nach links und von links (Strecke außer Betrieb) |                           | Gleisdreieck der CB&Q                                                    | Gleisdreieck der CB&Q          |
| Bahnhof (Strecke außer Betrieb) | 50                        | Lewistown*                                                               | Lewistown*                     |
| Haltepunkt / Haltestelle (Strecke außer Betrieb) | 55                        | Sopo                                                                     | Sopo                           |
| Bahnhof (Strecke außer Betrieb) |                           | West Havana                                                              | West Havana                    |
| Brücke über Wasserlauf (Strecke außer Betrieb) |                           | Spoon River                                                              | Spoon River                    |
| Kopfbahnhof Streckenende (Strecke außer Betrieb) | 61                        | Havana                                                                   | Havana                         |
| |                           | * Wasser gab es in Galesburg, Brush Creek, Ellisville, Cuba u. Lewistown |                                |

Die Fulton County Narrow Gauge Railway oder umgangssprachlich Spoon River Peavine  war eine 98 Kilometer (61 Meilen) lange Schmalspurbahn mit einer Spurweite von 914 mm (3 Fuß) im Fulton County, Illinois.

Cairo & Fulton Railroad

## Geschichte
Der Bau der Eisenbahn von Havanna über Lewistown, Cuba und Fairview nach Galesburg wurde 1878 von William T. Davidson vorgeschlagen. Die Schmalspurbahn-Strecke hatte 183 Kurven, was ihr den Spitznamen Peavine (Platterbse) einbrachte. Die meisten Schienen hatten ein Metergewicht von 17,5 kg/m (35 lb/yard), Aber die ersten 26 km (16 Meilen) ab Galesburg wurden mit gebrauchten Schienen mit 26–30 kg/m (52–60 lb/yard) und eine Meile mit 23,5 kg/m (47 lb/yd) verlegt.
Der erste Zug fuhr am 28. Oktober 1880 mit der Lokomotive Nr. 1 vom nördlichen Endbahnhof in Fairview ab. Der erste Zug von Lewistown nach Galesburg fuhr am 31. Juli 1882 um 10:00 Uhr mit einer Dampflokomotive, einem Gepäckwagen und einem der neuen Personenwagen ab. Ab August 1882 fuhr die Bahn in 3 Stunden und 15 Minuten von Galesburg nach Havanna. Im Jahr 1905 übernahm die Chicago, Burlington and Quincy Railroad (CB&Q) die Eisenbahn und spurte sie zwischen Lewistown und Galesburg auf Normalspur um. Die CB&Q beantragte am 23. April 1934 die Stilllegung bei der Interstate Commerce Commission. Die Strecke wurde am 22. August 1934 stillgelegt und die Gleise ab Dezember 1934 abgebaut.

## Streckenverlauf
Von Galesburg verlief die Strecke 6,4 Meilen nach Süd-Osten bis nach Livingston auf der Township-Grenze zwischen Orange und Cedar. Dann führte sie 4 Meilen nach Süden bis DeLong. Der Streckenabschnitt von Galesburg nach DeLong lag auf einem nahezu ebenen Plateau mit einem Höhenunterschied von 36,5 m (120 Fuß).
Ab DeLong verlief die kurvenreiche Strecke vorwiegend nach Südosten durch ein insbesondere bei Hormon Creek und Chestnut Township sehr raues und hügeliges Gebiet. Von dort führte ein kurvenreicher Abschnitt in südöstliche, südliche und südwestliche Richtung bergab bis London Mills. Die Spoon River Bridge lag 786 m (860 Yards) südlich der County-Grenze von Knox County und Fulton County. Im Tal des Spoon River verlief die Strecke zur Haltestelle Oak Mound bei Mayton und von dort 0,8 Meilen zu einem 18 m hohen steilen Hügel, den sie auf einer Strecke von 1 Meile umrundete, dann nach einer sehr scharfen Kurve für 0,5 Meilen nach Ellisville. Westlich davon lagen zwei Kohlezechen.
Die kurvenreiche Strecke führte von dort nach Osten bis Parrville bei Meile 27. Eine Abzweigung führte am Nordufer des Coal Creek nach Osten zu zwei Kohlezechen. Von dieser Abzweigung führte die Strecke für 2,5 Meilen 41 m (135 Fuß) sehr steil bergauf nach Süd-Südosten bis Fairview.
Von Fairview führte die Strecke auf einem ebenen Plateau bis zur Haltestelle Bybee in der Joshua Township. In der Nähe davon stand am Turkey Creek die größte Trestle-Brücke der Strecke, die 27,5 m hoch und 275 m lang war. Von dort führte die Strecke durch im Lost Grove Creek sehr raues Gelände nach Süden und dann eben nach Fiatt bei Meile 34,9. Von dort führte eine 0,4 Meilen lange Abzweigung nach Osten zur Sellers Mine.
Ab Fiatt führte die Strecke zur alten Haltestelle von Putnam, die 2 Meilen südlich und 36 m (117 Fuß) unterhalb von Fiatt lag. Vom Put Creek führte die Strecke bergauf in das 2,6 Meilen und 38 m (125 Fuß) oberhalb liegende Cuba bei Meile 40,2. Etwas nördlich von Cuba führte eine 1887 gebaute 3 Meilen lange Abzweigung zu drei Kohlezechen.
Von Cuba führte die Strecke zu einer 1 Meile entfernt gelegenen Abzweigung zu einer östlich gelegenen und frühzeitig stillgelegten Kohlenzeche. Von dort ging es mit vielen Kurven durch das raueste von der Bahn durchquerte Gebiet zu der süd-südöstlich und 50 m (165 Fuß) unterhalb gelegenen Haltestelle Phillips bei Ida und von dort zu einer Abzweigung, die später von der CB&Q als Teil eines Gleisdreiecks genutzt wurde. Von dort führte die Strecke zum 23 m (75 Fuß) oberhalb von Cuba gelegenen Bahnhof Lewistown.
Von Lewistown bis Sopo hatte die Strecke ein Gefälle von 45 m (148 Fuß) über 5 Meilen. Die Haltestelle von Sopo lag bei der abgegangenen Siedlung Waterford, eine Meile südöstlich des Spoon River. Von dort führte sie bis in die Schwemmebene des Illinois River nach West Havana, das von 1865 bis 1880 Point Isabel genannt wurde. Zwei Meilen westlich von West Havana überquerte die Strecke zum zweiten Mal den Spoon River.
In der Anfangszeit führte die Schmalspurbahn bis Havanna, indem sie den Spoon River auf einer Eisenbahnbrücke überquerte. Deren Benutzung wurde aber von der staatlichen Bauaufsicht untersagt, nachdem sie baufällig geworden war, woraufhin die Strecke am Fluss bei der 0,5 Meilen entfernten Straßenbrücke von West Havanna endete.

## Unfälle

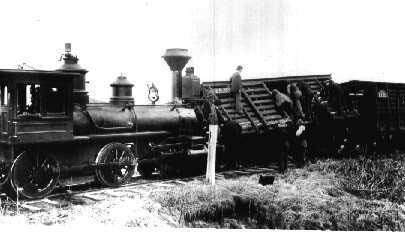
Entgleisung zwei Meilen nördlich von London Mills

Bei gelegentlichen Entgleisungen gab es während der Betriebszeit der Schmalspurbahn keine tödlichen Unfälle. In Cuba kam aber ein Bremser beim Ankuppeln zu Tode, und eine ältere Frau starb, als sie neben der Strecke Kohlen aufsammelte. Der Lokführer J. W. O’Donnell zog sich schwere Verbrennungen zu, als eine Lokomotive umkippte und ihn einquetschte. Daraufhin tauschte er mit dem Schaffner N. K. Young die Arbeitsstelle, und beide blieben in dieser Position, bis sie 70 Jahre alt waren und von der CB&Q in den Ruhestand verabschiedet wurden.

## Schienenfahrzeuge
Es gab fünf Dampflokomotiven, vier Personenwagen, einige geschlossene Güterwagen und viele Schüttgutwagen für den Kohletransport.
| Nr. | Bild | Hersteller                    | Baujahr                      | Achsfolge | Bemerkungen                                                                               |
| --- | ---- | ----------------------------- | ---------------------------- | --------- | ----------------------------------------------------------------------------------------- |
| 1   |      | Baldwin                       | 1878                         | 4-4-0     | 1902 von der C.B. & Q. generalüberholt                                                    |
| 2   |      | Brooks                        |                              | 2-6-0     |                                                                                           |
| 3   |      | Burnham, Parry, Williams & Co | Werks-Nr. 9904 vom März 1889 | 4-4-0     | Class 10. Ehemals Des Moines & Kansas City Nr. 10 sowie Burlington & Northwestern Nr. 100 |
| 4   |      | Burnham, Parry, Williams & Co |                              | 4-4-0     | J.-C.-Wilcoxen-Klasse                                                                     |
| 5   |      | Brooks                        |                              | 4-6-0     | Ehemals Denver Utah & Pacific. Gewicht: 29,5 t (65000 lbs)                                |